# Jüdische Gemeinde Girona

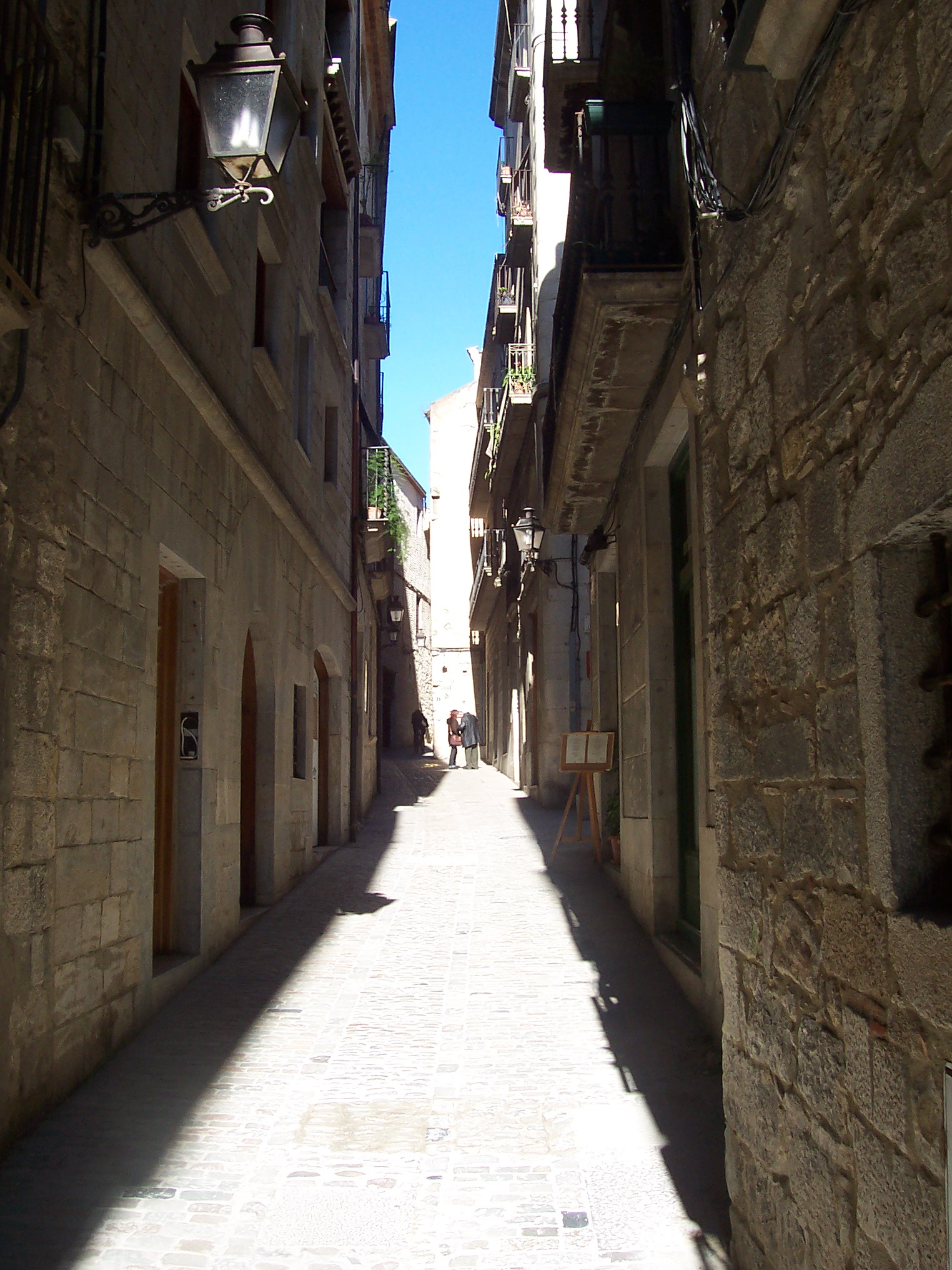
Gasse Carrer de la Força im ehemaligen Judenviertel von Girona

Die Jüdische Gemeinde in Girona, der Hauptstadt der spanischen Provinz Girona in Katalonien, war im Mittelalter nach Barcelona (El Call de Barcelona) die zweitgrößte jüdische Gemeinde in Nordostspanien.

## Geschichte
Die Juden, in der Blütezeit mehr als 700 Personen, wohnten ab 1160 in einem eigenen Viertel in der Altstadt von Girona, Call genannt. Im 15. Jahrhundert wurde es für sie zwingend, im Ghetto zu wohnen, das sich in der Carrer de la Força und den angrenzenden Gassen befand und sich bis zum Platz vor der Kathedrale Santa Maria erstreckte. Im jüdischen Viertel gab es drei Synagogen, ein rituelles Bad (Mikwe), eine Talmud-Torah-Schule für die Kinder aus armen Familien, ein Krankenhaus, ein Backhaus, ein Schlachthaus zum Schächten und eine Herberge für jüdische Besucher aus anderen Orten.
Im Zuge der Reconquista waren die Juden ab 1391 Verfolgungen ausgesetzt. Danach nahmen einige von ihnen den katholischen Glauben an oder zogen weg. Im Jahr 1492 wurden alle Juden aus dem Königreich Spanien vertrieben.

## Friedhof
Der Friedhof der jüdischen Gemeinde befand sich im Norden der Stadt, auf dem Hügel Montjuich („Judenberg“). Der Friedhof wurde nach der Vertreibung der Juden im Jahr 1492 zerstört, obwohl die Vertreter der jüdischen Gemeinde mit dem Adeligen Joan de Sarriera den Schutz des Friedhofs vereinbart hatten. Dieser ließ jedoch zu, dass die Grabsteine abgeräumt und für andere Zwecke wiederverwendet wurden.

## Persönlichkeiten
- Nachmanides (1194–1270), Arzt, Rabbiner, Philosoph und Dichter
- Nissim von Gerona (um 1310–1375), Talmudist

## Gedenken
Im ehemaligen jüdischen Ghetto von Girona, im Haus der Carrer de la Força Nr. 8, gibt es seit dem Jahr 2000 ein Museum zur jüdischen Geschichte in Girona und Katalonien. Im selben Haus befindet sich auch das Institut d’Estudis Nahmànides, das eine Fachbibliothek unterhält und Forschungen zur jüdischen Geschichte Gironas betreibt.